# Austinia tenuinervis
Austinia tenuinervis är en bladmossart som beskrevs av C. Müller 1875. Austinia tenuinervis ingår i släktet Austinia och familjen Fabroniaceae. Inga underarter finns listade i Catalogue of Life.